# Thecturota capito
Thecturota capito är en skalbaggsart som beskrevs av Thomas Casey 1893. Thecturota capito ingår i släktet Thecturota och familjen kortvingar. Inga underarter finns listade i Catalogue of Life.